# Затмение (роман)
«Затмение» — третий роман серии «Сумерки» писательницы Стефани Майер. Книга была опубликована в твердом переплёте в 2007 году. Тираж первого выпуска составил 1 млн экземпляров, а за первые сутки после выхода книги было продано более 150 тыс. копий. Экранизация романа вышла 30 июня 2010 года. Она стала третьим фильмом серии.

## Сюжет
В третьей книге Белле приходится выбирать между Эдвардом и Джейкобом. Выбор не был бы настолько сложным, если бы не готовое рухнуть в любой момент перемирие в войне оборотней и вампиров. 
Джейкобу тяжело видеть возобновление романтических отношений Беллы и Эдварда, а Белле больно осознавать, что из-за неё страдает её лучший друг детства.
Эдвард всячески препятствует тому, чтобы Белла виделась с Джейкобом, так как считает его очень опасным для Беллы. Но после того, как девушка сбегает от него к Джейкобу, Эдвард смиряется с необратимыми последствиями своего ухода в «Новолунии» и понимает, что Джейкоб нужен Белле. Джейкоб уверен, что Белла тоже любит его, просто сама не осознаёт этого, и делает всё, чтобы заставить Беллу выбрать его, а не Эдварда; кроме того, решив, что Белла торопится с превращением в вампира, боясь передумать и отказаться от Эдварда в пользу Джейкоба, последний целует её против её воли, за что получает сильный удар по лицу от Беллы, повредившей при этом руку, одобрение Чарли и гнев Эдварда, которому заявляет, что Белла может сама захотеть его (Джейкоба) ещё раз поцеловать.
Кроме того, вскоре у Калленов и оборотней появляется ещё одна проблема. Вампирша Виктория жаждет жестокой мести за своего возлюбленного Джеймса и создаёт армию новообращённых вампиров, чтобы убить Беллу. Чтобы защитить себя, Беллу и всех жителей Форкса, вампиры-вегетарианцы Каллены объединяются с оборотнями. Кроме того, они обращаются за помощью к своим родственникам с Аляски, семье Денали, но те отказываются помогать, если им не разрешат жестоко отомстить оборотням за убийство (в «Новолунии») Лорана, возлюбленного одной из сестёр, Ирины.
За два дня до боя Эдвард делает Белле предложение, которое та принимает. В ночь перед боем Белла, Эдвард и Джейкоб ночуют в палатке в горах, чтобы не оказаться в гуще битвы и в то же время быть неподалёку на всякий случай, и Джейкоб, которому приходится лежать рядом с Беллой, чтобы та не замёрзла, напоминает Эдварду, что она всё ещё может изменить свой выбор в его, Джейкоба, пользу. Утром он узнаёт о согласии Беллы выйти замуж за Эдварда и, чтобы расстроить их свадьбу, начинает активно давить девушке на её жалость и мнимое чувство вины перед ним. Уходя на битву с новообращёнными, Джейк говорит Белле, что если будет возможность, он лучше погибнет, чем вернётся снова, а Белла просит его остаться, беспокоясь за него. Джейк требует, чтобы Белла доказала это, и тогда она позволяет ему поцеловать себя. Во время поцелуя она понимает, что любит Джейкоба, сильнее, чем друга, но не так сильно, как Эдварда. Но даже после поцелуя Джейкоб всё равно уходит на битву.
Начинается бой, но Виктория со своим ближайшим помощником, молодым вампиром Райли, пробирается к палатке. В схватке Сет с небольшой помощью Эдварда побеждает Райли, а Эдвард — Викторию. Тем временем остальные Каллены вместе с оборотнями справились с новообращёнными.
Во время боя Джейкоб получает серьёзные травмы, которые, даже при способности оборотней лечить свои раны с огромной скоростью, заживают несколько дней. В лечении ему помогает Карлайл Каллен.
Эдвард не держит на Беллу зла за её поцелуй с Джейкобом, и она делает свой окончательный выбор в пользу Эдварда.
Белла навещает Джейкоба и рассказывает ему о своём решении, а он говорит, что всегда будет любить и ждать её.
Эпилог ведётся от лица Джейкоба, который отвергает всех своих друзей и убегает от мыслей и решения Беллы, а также от приглашения на свадьбу Беллы и Эдварда, присланного последним. Он забывает обо всём и отправляется прочь, решив жить в волчьем обличии.

## Экранизация
Фильм вышел в прокат 30 июня 2010 года.
Режиссёр — Дэвид Слэйд. В главных ролях, как и в предыдущих фильмах, Кристен Стюарт, Роберт Паттинсон и Тейлор Лотнер, играющие Беллу Свон, Эдварда Каллена и Джейкоба Блэка соответственно.